# 孔子春秋
《孔子春秋》是一部2010年由响巢传媒、湖南卫视、江苏广电制作，张黎导演的电视剧。以春秋时期至圣先师孔子的一生为背景，描述了孔子、阳虎、少正卯的友情、纠结及其分裂的过程。由朱刚日尧、王学圻、宋佳、孙淳、袁文康、李欣汝主演，共38集，於2011年7月25日马来西亚Astro至尊HD台首播。

## 演员表
- 孔丘：朱刚日尧（少年：王子刚）
- 孔叔梁：王学圻
- 颜徵在：宋佳
- 季札：孙淳
- 少正卯：袁文康（少年：梁浩）
- 小姜：毛俊杰（少年：关晓彤）【嫁给少正卯，与阳虎生下小虎】
- 阳虎：党浩予（少年：陈致宇）
- 亓官氏：衣珊
- 亓官：陆彭【宋国将军，孔子的岳父】
- 亓官奇：武家辉【宋国将军，孔子的内兄】
- 叔梁妻：严晓频
- 叔梁妾：樊昱君
- 孟皮：褚栓忠（少年：王佩）
- 孔无加：章文萱（14岁：李若思；10岁：雨婷儿）【孟皮的女儿】
- 子贡：周一围
- 子路、独臂汉飞鸟：斌子
- 颜回：唐曾
- 老子：王劲松
- 季孙意如（季平子）：张志坚
- 季孙斯（季桓子）：王之民（8岁：雅宁）
- 季孙肥（季康子）：李佑伟
- 仲孙貜（孟僖子）：刘立伟
- 仲孙何忌（孟懿子）：傅天骄
- 南宫敬叔：孙斌
- 叔孙不敢（叔孙成子）：马维福
- 鲁襄公：倪大宏
- 鲁定公：姚奕辰（少年：崔明宏，幼年：孙锡堃）
- 鲁哀公：亓航
- 齐庄公：杨艺
- 齐景公：刘鉴
- 晏婴：黄若萌
- 子产：刘伟明
- 南子：李欣汝
- 季孙斯之妹：夏侯琪誉
- 仲梁懷：公磊
- 公山不狃：贾宏伟
- 郈昭伯：陈三木
- 师襄子：王焕东
- 师旷：丁嘉旭
- 熊伯：李文波【楚国使者，买下颜征在】
- 子玉：陈良【齐国役人】
- 公之鱼：陈良
- 寺人：陈捷【鲁襄公的宦官】
- 少正卯母：李文颖
- 阳虎父：纪君
- 有若：李东学
- 公西华：付甲义
- 冉有：侯煜
- 子夏：曾阳
- 曼父：曾阳【孔叔梁副将】
- 颜路：宋韬
- 曾参：巩峥
- 曾点：夏侯镔
- 公冶长：宇飞
- 伯牛：时光
- 公良孺：时晓飞
- 子张：孙军军
- 子羔：李桐
- 宰予：张家澈
- 小虎：裴兴雷（少年：田丹宁）【阳虎和小姜的儿子】
- 卫灵公：蒋国印
- 颜无父：刘国光【周朝御者，子产之友】
- 孔鲤：陈楚东（10岁：郑凌轩；5岁：马禹峥；3岁：劳焕杰）
- 子思：刘佳乐
- 昭瞿：王欢【楚国将军】
- 陈湣公：李明臣
- 司城貞子：
- 桓魋：
- 卫灵公：蒋国印
- 公孙戍：陈海
- 蘧伯玉：张世会
- 弥子瑕：韩朔
- 周景王：米鸿宾
- 史鱼：姜世卓
- 双喜：李璟【齐景公寵姬侍女的妹妹】
- 如夫人：陈铂西【齐景公寵姬】
- 沈诸梁：贾博融
- 古冶子：郭明瀚
- 田开疆：马健
- 公孙接：桑平
- 楚昭王：刘兴盛
- 子西：刚立民

## 职员表
- 编剧：张挺、郑万隆（剧本策划）、刘文武（剧本策划）
- 导演：张黎、刘淼淼、韩晓军（执行导演）、谢升皓（执行导演）
- 摄影：黄伟（摄影指导）
- 制作人：刘文武（总制片人）、石卫平（总制片人）、卢仁龙（总制片人）、梅志明（制片主任）、胡凡
- 美术设计：赵海（美术指导）
- 造型设计：陈敏正、江川悦子（特殊造型）、吴靖（化妆）
- 服装设计：茹美琪
- 灯光：曹学中

## 拍摄情况

### 外景地
- 河北易县影视城